# Pregap
Als Pregap (deutsch wörtlich Vorlücke) wird der Teil des Programms auf einer Audio-CD bezeichnet, der zwischen Ende eines Tracks und der Track-Start-Marke des nächsten Tracks liegt. Üblicherweise wird so die Pause zwischen zwei Abschnitten (z. B. zwei Liedern) des Programms gekennzeichnet. Auch vor der ersten Track-Start-Marke gibt es aus technischen Gründen einen Pregap.

## Details
Normalerweise ist das Programm einer CD in mehrere Tracks unterteilt; ein Track auf einer CD enthält ein Lied eines Albums, einen Satz eines Konzerts, einen Abschnitt eines Hörbuchs etc. Im Folgenden ist der Einfachheit halber nur von Lied die Rede.
Ein Track auf einer Audio-CD kann durch sog. Indizes in mehrere (bis zu hundert) Teile unterteilt sein. Der obligatorische Index 1 legt als Track-Start-Marke dabei den eigentlichen Beginn des Liedes fest. Alle anderen Indexnummern (0, 2 bis 99) sind optional. (Hinweis: Die meisten CD-Spieler sind nicht in der Lage, die Indexnummern anzuzeigen oder anzuwählen.) Ist ein Index 0 vorhanden, so wird damit das Ende des vorherigen Tracks markiert; üblicherweise wird so die Pause zwischen zwei Liedern markiert. Der Bereich von Index 0 bis Index 1 wird auch als Pregap bezeichnet. Während eines Pregaps wird normalerweise die verbleibende Zeit bis zum Beginn des folgenden Liedes vom CD-Spieler als Countdown angezeigt. Ein gelegentlich benutztes Standardvorgehen beim Mastern einer CD ist es, zwei Sekunden lange Pregaps einzufügen, die ausschließlich Stille beinhalten; eine frühe Version des Standards Red-Book sah dies sogar obligatorisch vor. Die Pregaps können aber auch ganz normale Audiodaten enthalten, was häufig bei Live-Alben der Fall ist. Beim normalen Abspielen der CD von vorne bis hinten wird das gesamte Programm der CD vom Beginn des ersten Liedes (also Index 1 von Track 1) bis zum Ende der CD inklusive aller dazwischenliegenden Pregaps abgespielt. Eine Ausnahme bildet dabei der Pregap vor dem ersten Track, der so nicht erreicht wird und daher (auch bei Live-Alben) normalerweise kein Audioprogramm enthält. Er ist im Gegensatz zu den anderen Pregaps obligatorisch, mindestens zwei Sekunden lang und ermöglicht dem CD-Spieler, beim Start der Wiedergabe alle erforderlichen Regelvorgänge (wie Drehzahl, Spurführung und Fokus) einschwingen zu lassen und so sauber mit dem Beginn des eigentlichen Programms einzusetzen. Dieser Pregap kann nur durch Zurückspulen vor den eigentlichen Beginn gehört werden.

### Probleme beim CD-Einlesen und -Brennen
Obwohl formal der Pregap zum folgenden Track gehört (dessen Index 0 er ist), wird er von den meisten CD-Rippern dem Ende des vorherigen Tracks zugeschlagen. Erstellt ein Ripper für jeden Track eine eigene Audiodatei, so beginnen diese dadurch nicht mit einer Pause, sondern jeweils mit Index 1, also dem eigentlichen Beginn des Liedes, und enden mit dem Ende der Pause zum Folgetrack. Ausnahme ist der letzte Track, der keine Pause zum nächsten Track haben kann. Sollte eine CD Audiodaten im ersten Pregap, also bei Index 0 von Track 1 beinhalten, gehen sie somit beim Rippen verloren. Viele Brennprogramme haben eine Standardeinstellung, die zwischen zwei Tracks automatisch einen Pregap von zwei Sekunden Stille einfügen. Bei unbedachter Kombination beider beschriebenen Verhaltensweisen erhält man eine CD-Kopie, deren Pausen um je zwei Sekunden verlängert sind und mitunter störende Stille (durch den dann fehlenden nahtlosen Übergang zwischen zwei Programmteilen) enthalten; evtl. vorhandene Informationen aus dem ersten Pregap fehlen außerdem auf der Kopie.

## Ungewöhnliche Verwendung des Pregaps

### Versteckte Audio-Spuren
Auf bestimmten Audio-CDs beinhaltet das Pregap des ersten Liedes einen Hidden Track. Da die Wiedergabe normalerweise mit Index 1 beginnt, ist dieser Hidden Track tatsächlich versteckt; viele CD-Spieler oder Audio-Programme erkennen ihn nicht. Solche CDs mit einem ungewöhnlich langen Pregap vor dem ersten Titel können durch Verwendung spezieller Programme, wie zum Beispiel Exact Audio Copy oder Cdrtools, identifiziert und kopiert werden. Weiterhin fallen sie (ebenso wie solche mit Daten im Pregap) durch einen großen Unterschied der Gesamtzeit- zur Restzeit-Anzeige direkt nach dem Start der Wiedergabe auf. Durch Zurückspulen kann das Audio-Material dennoch gehört werden. In der englischsprachigen Wikipedia gibt es eine Liste von CDs, die im Pregap verstecktes Audiomaterial enthalten (siehe Weblinks).

### Computer-Daten im Pregap
Eine weitere Anwendung des Pregaps ist es, Computer-Daten zusammen mit Audiomaterial auf einer CD (sogar einer Session) unterzubringen („i-Trax“). In diesem Fall kann auch mit lediglich single-session-fähigen CD-ROM-Laufwerken auf diese Daten zugegriffen werden, ein Audio-CD-Spieler hingegen spielt die CD wie eine normale Audio-CD ab.
Diese Methode ist mit der Verbreitung von multi-session-fähigen Laufwerken überholt. Im Jahr 1996 bewirkte Microsoft durch eine Aktualisierung für Windows 95 im Treiber SCSI1HLP.VXD, dass die Pregap-Spur nicht mehr aufrufbar war; unter Windows XP zeigt sich dieses Verhalten ebenfalls. Es ist unklar, ob diese Änderung im Verhalten von Windows von Microsoft gewollt war: denkbar wäre, dass Microsoft beabsichtigte, Entwickler davon abzubringen, diese Methode zu verwenden und stattdessen auf das standardisierte „CD Extra“-Format zu setzen, das im Blue-Book-Standard beschrieben ist.
Unter Windows ist mit einer Software wie IsoBuster nach wie vor der Zugriff auf den Datenteil einer solchen CD möglich.